# Liste der Naturdenkmale in Zweibrücken
Die Liste der Naturdenkmale in Zweibrücken nennt die im Stadtgebiet von Zweibrücken ausgewiesenen Naturdenkmale (Stand 21. Juni 2024).

## Naturdenkmale
| Nr.         | Bezeichnung             | Lage                                                                | Beschreibung                                             | Bild                                    |
| ----------- | ----------------------- | ------------------------------------------------------------------- | -------------------------------------------------------- | --------------------------------------- |
| ND-7320-173 | Tischfelsen Auerbachtal | Niederauerbach, nordöstlich des Ortes; Flur Am Auerbacher Berg Lage | auch Kanzel Oberauerbach; Buntsandsteinverwitterungsform | Direkt Bild zu diesem Denkmal hochladen |
| ND-7320-174 | Eiche                   | Zweibrücken, Maler-Müller-Straße, hinter Nr. 6 Lage                 | Quercus sp.                                              | Direkt Bild zu diesem Denkmal hochladen |
| ND-7320-175 | Platane an der Post     | Zweibrücken, Poststraße, bei Nr. 35 Lage                            | Platanus sp.                                             | Direkt Bild zu diesem Denkmal hochladen |
| ND-7320-176 | Tulpenbaum am Bahnhof   | Zweibrücken, Poststraße, am Bahnhof Lage                            | Liriodendron tulipifera                                  | Direkt Bild zu diesem Denkmal hochladen |
| ND-7320-181 | Raulenstein             | Wattweiler, Am Raulstein, hinter Nr. 14 Lage                        | Kalktuffblock                                            | Direkt Bild zu diesem Denkmal hochladen |
| ND-7320-184 | Steinbruchtümpel        | Bubenhausen, westlich des Ortes beim Waldfriedhof Lage              | Weiher in aufgelassenem Steinbruch                       | Direkt Bild zu diesem Denkmal hochladen |

## Ehemalige Naturdenkmale
| Nr. | Bezeichnung                    | Lage                                                                 | Beschreibung                                                                                | Bild                                    |
| --- | ------------------------------ | -------------------------------------------------------------------- | ------------------------------------------------------------------------------------------- | --------------------------------------- |
|     | Ulme am Gersbergerhof          | Niederauerbauch, nordöstlich des Ortes am Gersbergerhof Lage         | Ulmus minor;, hier Nr. 1 Rechtsverordnung aufgehoben                                        | Direkt Bild zu diesem Denkmal hochladen |
|     | Schwarzpappel am Hofenfelspark | Niederauerbauch, Hofenfelsstraße Lage                                | Populus nigra;, hier Nr. 3 Rechtsverordnung aufgehoben                                      | Direkt Bild zu diesem Denkmal hochladen |
|     | Roteiche                       | Zweibrücken, Bismarckstraße Lage                                     | Quercus rubra;, hier Nr. 7 Rechtsverordnung aufgehoben                                      | Direkt Bild zu diesem Denkmal hochladen |
|     | Friedenslinde                  | Ernstweiler, Hofweg, bei Nr. 6 Lage                                  | Tilia sp., 1871 gepflanzt;, hier Nr. 8 im März 2017 umgestürzt, Rechtsverordnung aufgehoben | Direkt Bild zu diesem Denkmal hochladen |
|     | Schäferfelsen am Wolfsloch     | Bubenhausen, nordwestlich des Ortes; Flur Am Bruchberg Lage          | Buntsandsteinfelsen;, hier Nr. 9 Rechtsverordnung aufgehoben                                | Direkt Bild zu diesem Denkmal hochladen |
|     | Steinbruch am Wattweilerberg   | Bubenhausen, westlich des Ortes Lage                                 | Steinbruch;, hier Nr. 11 als Deponie genutzt, Rechtsverordnung aufgehoben                   | Direkt Bild zu diesem Denkmal hochladen |
|     | Rosskastanie                   | Rimschweiler, Vogesenstraße Lage                                     | Aesculus hippocastanum;, hier Nr. 11 Rechtsverordnung aufgehoben                            | Direkt Bild zu diesem Denkmal hochladen |
|     | Fünf Rotbuchen                 | östlich des Ortes; Flur Am Alsterwald Lage                           | Fagus sylvatica, fünf Bäume;, hier Nr. 11 Rechtsverordnung aufgehoben                       | Direkt Bild zu diesem Denkmal hochladen |
|     | Heidenfelsen                   | Wattweiler, nördlich des Ortes; Abteilung Am Kettersberger Hang Lage | Buntsandsteinfelsen;, hier Nr. 14 Rechtsverordnung aufgehoben                               | Direkt Bild zu diesem Denkmal hochladen |
|     | Japanischer Schnurbaum         | Zweibrücken, Landauer Straße, bei Nr. 26 Lage                        | Styphnolobium japonicum;, hier Nr. 15 Rechtsverordnung aufgehoben                           | Direkt Bild zu diesem Denkmal hochladen |